# Ford Simulator
Ford Simulator es un videojuego simulador de carreras de 1987 desarrollado por The SoftAd Group y Beck-Tech y publicado por Ford Motor Company para DOS. Fue diseñado para promover la línea de automóviles Ford de 1988.

## Jugabilidad
El programa cubre todos los modelos de autos de Ford, que estaban disponibles para su compra en 1987. En orden alfabético son: Aerostar, Bronco II, Continental, Cougar, Escort, Festiva, Mark VII, Mustang GT, Mustang LX, Ranger, Scorpio, Taurus, Topaz, Tracer, Turbo Coupe y XR4Ti. Utilizando la opción Guía del Comprador incluida en el programa puedes navegar por los datos técnicos detallados de estos coches y obtener la información necesaria sobre la posibilidad de compra (no olvidemos que se trata de un producto publicitario, por supuesto desactualizado hoy en día). Desde el punto de vista del jugador, lo más interesante es la primera opción, que le permite comprobar cada uno de los dieciséis coches en la ruta improvisada.
Hay cuatro variantes de juego. Viajar es un viaje lento sin un objetivo más profundo. Drag Strip te permite intentar acelerar cada uno de los coches. En un tramo corto y recto de la ruta, le damos la cantidad de gasolina que le ha dado la fábrica y luego verificamos qué tan rápido el vehículo alcanza una velocidad de 60 millas por hora. Slalom, como su nombre indica, se centra en sortear obstáculos a lo largo de toda la ruta. La última variante es el Gran Premio, en el que corremos por el tiempo en una pista sinuosa. Aquí puede establecer el número de vueltas (1-5).
Ford Simulator ofrece un buen modelo de conducción. Cabe señalar que cada uno de los dieciséis coches se comporta de forma diferente en la carretera. El entorno audiovisual no se derrumba, pero sigue siendo mejor que en muchos otros juegos de esos años. Es una lástima que no hayan intentado variar la tapicería en función del tipo de automóvil que condujáramos, pero sin duda era un lujo gráfico que era difícil de pagar. En general, Ford Simulator es un producto interesante, que puede ser de interés tanto para los fanáticos de los automóviles como para los entusiastas de los juegos de autos rápidos.